# 刘念义
刘念义（1910年—1967年），英文名Julius Liu，宁波定海县（今舟山）人，中国爱国民族资本家，刘鸿生的次子。

## 生平
民国五年（1916年），入读上海三育小学。中学就读于上海圣约翰青年中学。民国十七年（1928年），入读上海圣约翰大学。民国二十年（1931年），赴英国留学，毕业于英国剑桥大学。1934年，就职于英国伦敦克佐民会计事务所，从事账务审核工作。
民国二十六年（1937年），回国，就职于上海大中华火柴公司（刘鸿生创办），担任查帐员。民国三十年（1941年），出任大中华火柴公司总经理。刘念义并兼任有上海永丰房地产公司董事，永业房地产公司董事长，上海炽昌兴牛皮胶公司总经理，青岛火柴公司总经理和香港大中华火柴公司总经理等多家企业的领导职务。民国三十五年（1946年）4月，刘念义出任上海市火柴工业同业公会的理事长。民国三十七年（1948年）8月，刘念义出任上海市工业会的候补监事。
1949年后，刘念义被推选为上海市工商业联合会筹备会常务委员。刘念义因赴香港接刘鸿生回国，受到周恩来总理的接见。1951年，刘念义出任上海市火柴工业同业公会的主任委员。1951年，刘念义开始担任上海市工商业联合会的常务委员。上海企业界实行公私合营，1956年8月，刘念义出任新组成的上海火柴公司经理。1956年11月，刘念义出任上海市火柴塑料工业公司经理。1959年11月，刘念义被增选为第3届上海市工商业联合会的副主任委员。刘念义并连续担任第4和第5届上海市工商业联合会的副主任委员。1961年10月，刘念义出任上海市钟表工业公司经理。1962年，刘念义担任上海市沪光职业学校董事，并担任上海市民办光华补习学校的董事和上海市工商界民办学校基金保管委员会的主任。1965年10月，刘念义出任上海市日用化学工业公司的经理，并兼任华光火柴厂的经理。
刘念义先后担任有中国民主建国会上海市分会常务委员，中国民主建国会上海市委员会常务委员，并兼任有中国民主建国会上海市委员会的副秘书长和秘书长。刘念义是上海市政协的首届常务委员，并是第1、第2、第3、第4和第5届上海市人民代表大会的代表。刘念义是中国民主建国会的中央常务委员，并是第2届全国政协的委员，第2和第3届全国人民代表大会的代表。
1966年夏文化大革命开始，刘念义作为资本家被批斗，体罚。1967年冬，刘念义被上海缝纫机厂造反派成员毒打后，从位于上海外滩附近河南路的高层建筑上抛下死亡，刘的死因是殴打所致还是坠楼，至今无法考证。80年代初，刘的名誉得到恢复。刘无子女，其妻夏天锦(英文名:Mitsy)在刘死后改嫁天津一儿科医生。